# Reichsstift Thorn
Reichsstift Thorn var ett romersk-katolskt kloster för kvinnor ur benediktinorden i Thorn i Nederländerna. Det grundades år 975 av Ansfried av Utrecht, och upplöstes under den franska ockupationen 1794.  
Det var ett kejserligt kloster, vilket innebar att det lydde direkt under den tysk-romerska kejsaren, och innehade Landeshoheit, något som gjorde dess föreståndare till en monark och gav klostret status som en stat.